# 고쿠라시
고쿠라시(小倉市)는 일본 후쿠오카현 동부에 있었던 도시이다. 현재 기타큐슈시 고쿠라키타구와 고쿠라미나미구에 해당한다.
1963년 2월 10일, 고쿠라시는 모지시, 도바타시, 야하타시, 와카마쓰시와 합병하여 기타큐슈시가 되었다. 1963년 4월 1일 기타큐슈시의 정령지정도시 지정에 따라, 예전 고쿠라시 지역은 고쿠라구가 되었으며, 1974년에는 고쿠라키타구와 고쿠라미나미구로 분구되었다.

## 역사
도쿠가와 막부가 끝난 후 고쿠라는 고쿠라현의 현청 소재지가 되었다. 고쿠라정은 후쿠오카현의 25개 정 중 하나로 통합되었다. 고쿠라는 1900년에 시로 승격되었다.
1945년 8월 9일, 고쿠라는 팻 맨 폭탄의 주요 목표물이었지만, 공습 당일 아침, 도시는 아침 안개에 가려졌다. 고쿠라는 또한 전날 정찰 임무에 의해 이웃한 야하타로 오인되었다. 임무 사령관 찰스 스위니 소령은 폭탄을 레이더가 아닌 시각적으로 투하하라는 명령을 받았기 때문에, 그는 두 번째 목표인 나가사키로 방향을 틀었다.
1963년 기타큐슈시가 탄생하면서 고쿠라는 북쪽의 고쿠라기타구와 남쪽의 고쿠라미나미구로 분리하였다.

## 인구
- 1920년　 33,954
- 1925년　 51,663
- 1930년　 88,049
- 1935년　110,372
- 1940년　173,639
- 1945년　131,688
- 1947년　168,119
- 1950년　199,397
- 1955년　242,240
- 1960년　286,474

## 교통
고쿠라는 규슈와 혼슈의 접점 교통 도시로, 에도 시대의 고쿠라성 주변에는 나가사키 가도의 시작점에 해당하는 도키와 교가 지어졌다.
고쿠라역은 가고시마 본선 · 닛포 본선의 결절점이다. 합병 전에는 산요 신칸센은 미개통이며, 도로에서도 국도 3호와 국도 10호 분기점에 해당한다.
규슈 자동차도는 고쿠라히가 IC와 고쿠라미나미 IC가 설치되어있다. 고쿠라히가 IC와 고쿠라미나미 IC 사이에는 기타큐슈 JCT가 있고, 히가시큐슈 자동차도의 기점이다. 합병 전에 모두 미개통 상태였다.
고쿠라 공항은 1961년부터 민간 비행장으로 공용이 시작되었다.

## 같이 보기
- 고쿠라키타구
- 고쿠라미나미구
- 고쿠라현
- 히로시마·나가사키 원자폭탄 투하